# Nicolau Coelho
Pour les articles homonymes, voir Coelho.
Nicolau Coelho, né vers 1460 à Felgueiras, et mort en 1502 au large du Mozambique, est un navigateur portugais. Il a commandé l'un des trois nau de la première expédition portugaise aux Indes, et a été le premier portugais à poser pied au Brésil lors de l'expédition de 1500 de Pedro Álvares Cabral .
Il participa au voyage de la découverte du chemin maritime des Indes où il commanda le navire Bérrio, ayant comme pilote Pedro Escobar et, pour secrétaire, Álvaro de Braga. Le 20 mars, il fut pris dans une violente tempête près du Cap-Vert. Séparé des autres navires, il fut le premier à arriver au Tage avec la bonne nouvelle de l'arrivée aux Indes.
Il fut aussi le capitaine de navires de la flotte de Pedro Álvares Cabral (1500) et de Francisco de Albuquerque (1503).
Sa famille descendait de  D. Soeiro Viegas Coelho, marié avec D. Mor Mendes, fille de D. Mem Moniz de Gandarei, le premier à entrer à Santarém après la victoire du roi D. Afonso Henriques (1112-1139) sur les Maures. D'autres descendants fameux ont leur place dans l'histoire du Brésil comme Duarte Coelho, donataire de la capitainerie de Pernambouc et fondateur, en 1535, de Olinda.
Nicholau Coelho et ses descendants, par concession du roi Manuel, utilisaient des armes. Comme nous l'avons déjà dit, navigateur expérimenté, il accompagna Vasco de Gama en 1497, lors de son premier voyage aux Indes. Il en revint avant les autres avec de bonnes nouvelles sur la découverte et le roi Manuel le combla d'honneurs : pension élevée, propriétés et distinctions nobiliaires.
Six mois après, il rembarqua dans l'escadre de Cabral et de nouveau, fut efficace. Il débarqua sur la terre de Vera Cruz sur la première barque, il établit un contact avec les habitants et participa à la première visite réalisée par les indigènes au navire-commandant. Après le voyage aux Indes, il commanda un navire de la flotte d'Afonso de Albuquerque et de Francisco de Albuquerque à Faisal, en 1503. Cette fois, le sort lui fut contraire : son bateau sombra durant le voyage de retour.